# اللغة الإسكتلندية
اللغة الإسكتلندية هي لغة جرمانية مُتَحدَّثة في اسكتلندا وأجزاءٍ من أولستر. تُسمَّى أحياناً «اسكتلندية الأراضي المنخفضة» (Lallans/Lowlands Scots) لتمييزها عن الاسكتلندية الغيلية، وهي لغة كلتية متحدثة في معظم الأراضي الاسكتلندية المرتفعة.
بالنظر إلى عدم وجود معايير مُتَّفقٍ عليها عالمياً للتفريق بين اللغات واللهجات فإن الكثير من الأكاديميّين والباحثين يختلفون حول الوضع اللغوي والتاريخي والاجتماعي للاسكتلندية. ومع أن هناك عدة مبادئ للتفريق بين الغات واللهجات، فإن نتائجها كثيراً ما تكون متناقضة وغير متناغمة أو واضحة. تتراوح الاسكتلندية من اللهجة العامية المتحدثة بين الناس، إلى الإنجليزية الاسكتلندية القياسية. وبناءً على ذلك فإن الاسكتلندية تُصنَّف عموماً كإحدى أشكال اللغة الإنجليزية القديمة، ويعتبر أن لها لهجاتها الخاصَّة بها. كما تُصنَّف أحياناً كلغة جرمانية منفصلة، بنفس الطريقة التي تكون فيها اللغة النرويجية قريبةً للغة الدنماركية لكن منفصلةً عنها.
قامت الحكومة الاسكتلندية في سنة 2010 بدراسةٍ لـ«الرأي الشعبي اتّجاه الإسكتلندية»، توصَّلت إلى أنَّ 64% من الاسكتلنديين (الدراسة شملت نحو ألف شخص، وهي عينة كبيرة من الاسكتلنديين البالغين) «لا يعتقدون أن الاسكتلندية هي فعلاً لغة»، إلا أن النتيجة أفادت أيضاً بأن 58% من متحدّثيها يعارضون عدم تصنيفها كلغة، و72% ممَّن لا يتحدثونها يعارضون ذلك أيضاً.